# 湖巌美術館
湖巌美術館（ホアムびじゅつかん、호암미술관）は、韓国のソウルの南約40kmの京畿道龍仁市にある、エバーランドの中にある美術館。多数の貴重な朝鮮伝統絵画や木家具、青磁、白磁を所有する。
1976年に着工し、1978年に竣工。1982年4月22日にサムスン電子創業者の李秉喆によって開館した。湖巌とは李秉喆の雅号である。